# Blackwall-Fregatte

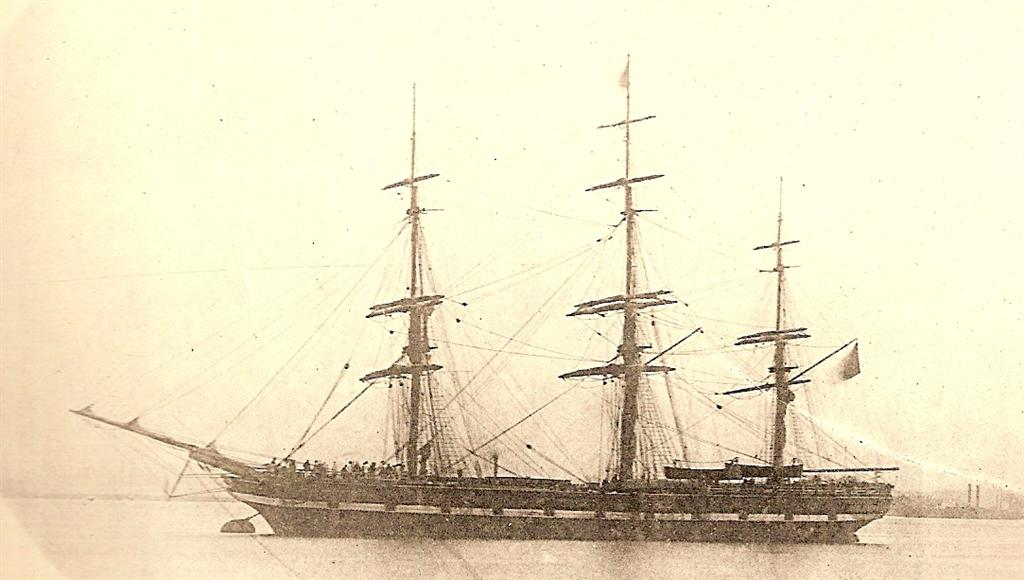
Die Blackwall-Fregatte Northfleet (1853)

Blackwall-Fregatte war der umgangssprachliche Name für ein dreimastiges Vollschiff, das zwischen dem Ende der 1830er-Jahre und der Mitte der 1870er-Jahre gebaut wurde. Dieser Schiffstyp war ursprünglich als Ersatz für die britischen Ostindienfahrer gedacht, die im Handel zwischen England, dem Kap der Guten Hoffnung, Indien und China im Einsatz waren, wurden aber ab den 1850er-Jahren auch auf den Routen von England nach Australien und Neuseeland eingesetzt.
Die ersten Blackwall-Fregatten wurden von Wigram & Green, ansässig im Blackwall Yard an der Themse, gebaut. Unter wechselnder Führung hatten diese Werften seit dem frühen 17. Jahrhundert Ostindienfahrer und auch Kriegsschiffe für die Royal Navy gebaut. Während der traditionelle Ostindienfahrer doppelte Heckgalerien besitzt, war die Blackwall-Fregatte nur mit einer einzelnen ausgestattet und ähnelte im Großen und Ganzen einer Fregatte. Durch die einzelne Galerie war die Form des Schiffsrumpfes am Heck sehr schnittig, ebenso wie die Rumpflinien am Bug unterhalb der Wasserlinie. So waren Blackwall-Fregatten sehr schnelle Segler, wenn auch nicht ganz so schnell wie die Klipper, die Ende der 1840er-Jahre in Mode kamen. Ein anderes typisches Merkmal der Blackwall-Fregatten war der stark gerundete Bug oberhalb der Wasserlinie; diese Formen nannte man „Apfelbacken“. Die ersten beiden Blackwall-Fregatten, die Seringapatam mit 871 BRT und die Madagascar mit 951 BRT liefen 1837 vom Stapel und trugen die Namen zweier in Indien gebauter Fregatten der Royal Navy, ebenso wie eine Reihe ihrer Nachfolger. Dies war offenbar der Grund für die volkstümliche Benennung dieses Schiffstyps.
Über 120 Blackwall-Fregatten wurden auf Werften im Vereinigten Königreich und in Indien gebaut; die letzte war das 1.857-BRT-Schiff Melbourne mit Eisenrumpf, das von der Familie Green 1875 auf Kiel gelegt wurde. Diese Schiffe galten allgemein als sicher und komfortabel und wurden auf den wichtigsten Handelsrouten eingesetzt. Allerdings waren sie auch Opfer einiger der bekanntesten Schiffsunglücke im 19. Jahrhundert, z. B.:
- Die Madagascar ging 1853 auf einer Reise von Melbourne nach London verloren und mit ihr 150 Menschenleben.
- Die Dalhousie sank vor dem Beachy Head am 13. Oktober 1853, wobei ca. 60 Passagiere und Besatzungsmitglieder zu Tode kamen.
- Die Dunbar lief am 20. August 1857 vor den  Sydney Heads auf Grund und 121 Menschen starben.
- Die Northfleet kollidierte am 22. Januar 1873 mit einem Dampfschiff im Ärmelkanal und sank, wobei 320 Menschenleben verloren gingen.
- Die Cospatrick wurde am 18. November 1874 südlich des Kaps der guten Hoffnung durch ein Feuer zerstört und 473 Menschen starben.

Eine bekannte später gebaute Blackwall-Fregatte war die True Briton, ein 1.046-BRT-Schiff, das 1861 gebaut wurde und häufig auf Fahrt nach Australien und Neuseeland war, wobei Passagiere, Gefangene und Fracht transportiert wurde. Fotos dieses Schiffes kann man in der State Library of Victora in Melbourne sehen.

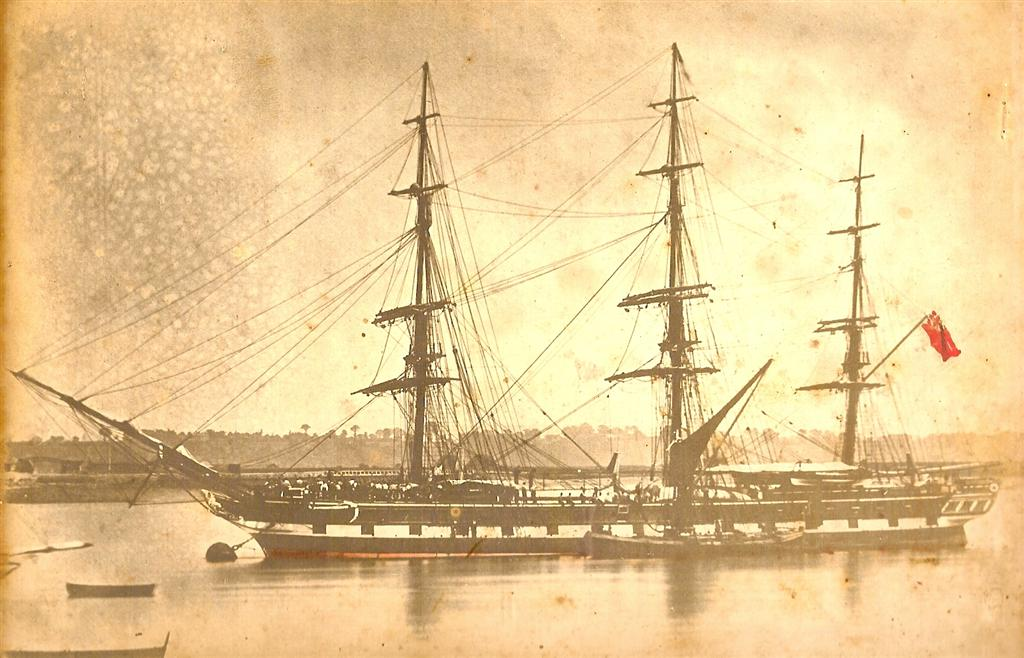
Der Halbklipper Clyde (1860) mit 1.151 BRT

In den 1860er-Jahren waren die wichtigste Unterschiede zwischen Blackwall-Fregatten und Klippern die Heckgalerie (die „echte Klipper“ nie besaßen, sehr wohl aber die „Halbklipper“) und die eingezogenen Rümpfe, die auf der Deckebene schmäler als auf der Ebene der Wasserlinie waren. Letzteres Merkmal war bei Blackwall-Fregatten stärker ausgeprägt als bei Klippern und Halbklippern.
In den 1870er-Jahren wurden beide Bauarten von Seglern durch Dampfschiffe im Passagierverkehr ersetzt und später baute man Lastensegler, die allgemein als Windjammer bekannt waren.